# Sonic Rivals 2
Sonic Rivals 2 är ett Sonic-spel till Playstation Portable som först kom ut 2007. Spelet är i 2D-perspektiv men alla figurmodeller och banor är i 3D. Spelet går ut på att komma före motståndaren i mål. I spelet så finns karaktärerna Sonic the Hedgehog, Miles "Tails" Prower, Knuckles the Echidna, Rouge the Bat, Silver the Hedgehog, Espio the Chameleon, Shadow the Hedgehog och Metal Sonic.

## Handling
Den ondskefulla superskurken Eggman Nega ifrån Sonic Rush spelen har återvänt och han har kidnappat Dr. Eggman och också tagit över dennes robot armé. Eggman Nega planerar att släppa lös det ondskefulla eld monstret Ifrit som kan förinta hela världen. Hjältarna som även i det här spelet inkluderar Metal Sonic tänker sätta stopp för Eggman Negas ondskefulla planer. Men Eggman Nega och sin nya tjänare Metal Sonic 3.0 tänker inte låta hjältarna lägga sig i deras ondskefulla planer om att befria eld monstret Ifrit. Även om alla har samma mål att stoppa Eggman Nega och Metal Sonic 3.0 ifrån att släppa fri Iblis så hamnar de ofta i motsättningar och rivalitet. Men de vet att de måste samarbeta i slutet för att stoppa Ifrit.